# Love, Hate, Love
Love, Hate, Love – utwór amerykańskiego zespołu muzycznego Alice in Chains, opublikowany na debiutanckim albumie studyjnym Facelift z sierpnia 1990. Został zamieszczony na szóstej pozycji. Czas trwania wynosi 6 minut i 26 sekund, co sprawia, że jest najdłuższą kompozycją wchodzącą w skład płyty. Autorem tekstu jest Layne Staley. Muzykę skomponował Jerry Cantrell.

## Analiza
Autorem warstwy lirycznej jest Layne Staley. Ma ona charakter depresyjny, mroczny oraz ponury, i odnosi się do tematu relacji interpersonalnych. W wywiadzie udzielonemu magazynowi „Circus” w 1991, muzyk przyznał, że podczas koncertów największe emocje wzbudzają kompozycje „Love, Hate, Love” i „Confusion”. Tak skomentował znaczenie słów: „Utwory te są o związku. Ludzie jednak mają swoje własne idee. «Love, Hate, Love» napisałem o złym związku z dziewczyną, nie wiedząc jak go skończyć. Złapani w schemat, który się powtarza… powtarza… powtarza… Dokładnie tak. Napisałem, więc piosenkę o tym, jakim byłem dupkiem. Pomogło. Przestałem. Skończyły się problemy”. Na łamach dziennika „The Australian” wokalista stwierdził, że liryka „Love, Hate, Love” była dla niego formą terapii. W rozmowie z magazynem „RIP” z 1991, Jerry Cantrell przyznał: „Ten utwór to nasze arcydzieło. Wokal Layne’a w tej piosence jest po prostu niesamowity. Solówka jaką nagrałem do tego numeru jest jedną z moich ulubionych”. W wywiadzie dla pisma „Guitar” stwierdził, że powstała ona w wyniku „spontaniczności”.
Utwór rozpoczyna się od balladowego wstępu gitarowego, granego na wzór arpeggio, połączonego z efektem chorus. Partie wokalne Staleya w początkowej fazie trwania utworu wykonywane są w spokojnej tonacji, podobnie jak brzmienie kompozycji, charakteryzujące się powolnym tempem i mrocznym nastrojem. W dalszej części utwór zyskuje na większym ciężarze, dynamice i progresji, tak samo jak śpiew Staleya, który staje się intensywniejszy. Po wykonaniu solówki Cantrella, na pierwszy plan wysuwają się partie wokalne Staleya, wykonywane w wysokich rejestrach, charakteryzujące się intensywnym, gardłowym stylem.

## Wydanie
„Love, Hate, Love” został opublikowany 21 sierpnia 1990 na debiutanckim albumie studyjnym Facelift. 30 lipca 1991 został zamieszczony na koncertowym VHS Live Facelift, będącym zapisem występu zespołu w Moore Theatre z 22 grudnia 1990. W 1993 utwór w wersji studyjnej został wykorzystany na stronie B winylowej edycji singla „Down in a Hole”. W 1995 został zamieszczony na stronie B singla „Grind” oraz w wersji koncertowej wszedł w skład kompozycji zwartych na rozszerzonej edycji singla „Heaven Beside You” (1996).
W późniejszym czasie kompozycja została wykorzystana na dwóch albumach kompilacyjnych zespołu – Music Bank (1999) i The Essential Alice in Chains (2006) – oraz w 2000 weszła w skład utworów zawartych na koncertowo-kompilacyjnej płycie Live.

## Odbiór

### Krytyczny

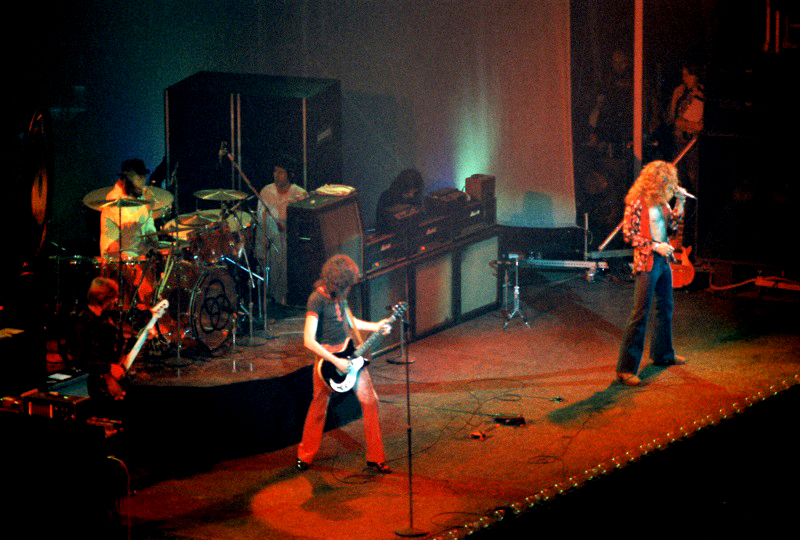
Z uwagi na intensywne wokale, „Love, Hate, Love” bywa porównywany do „Kashmir” Led Zeppelin z 1975

Ric Albano napisał na łamach „Classic Rocka”: „Bardzo powolny «Love, Hate, Love» zawiera pewne rywalizujące riffy, które w jakiś sposób kończą się w tych samych miejscach, w trakcie rzadkich, ale efektownych wersów, a refreny są jeszcze bardziej imponujące, dzięki wzmożonej skali wokalnej Staleya, podczas gdy lamentuje on o miłosnej sprawiedliwości”. Bill Adams z „Ground Control” zauważył, że w utworze panuje mroczny nastrój i ironiczny klimat, gdzie przejawiają się motywy miłości, nienawiści, poczucia beznadziei oraz melancholii. Liz Evans z „Raw” przyznała, że „«Love, Hate, Love» jest najstraszniejszy ze wszystkich” zawartych na albumie. Beth Nussbaum z magazynu „Rock Scene” zwróciła uwagę na „ponurość i posępność” utworu. Jeden z recenzentów portalu rockmetal.pl napisał: „«Love, Hate, Love», bodaj najbardziej charakterystyczna i wyróżniająca się na płycie piosenka, jest równocześnie jednym z jej najlepszych reprezentantów. Dołująca, wiercąca duszę i ciało muzycznym wiertłem, jakim jest powodujący dreszcze i niepokój głos Layne’a, którego krzyki, lamentacje, głos pełen wyrzutów i smutku powoduje, że współodczuwamy razem z nim ten okropny ból, powodowany przez kontakty z drugim człowiekiem. Za własnym przyzwoleniem zostajemy wciągnięci w świat, gdzie nie ma miejsca ani na nadzieję ani ucieczkę… Kompletnie szalona rockowa jazda rollercoasterem po najmroczniejszych zakamarkach ludzkiej psychiki. Co warto dodać – cały depresyjny klimat został stworzony bez użycia klawiszy czy innych gotyckich wypełniaczy… Mając jednak w ekipie takiego krzykacza jest to zupełnie zbędne”. Daina Darzin z magazynu „Spin” porównała kompozycję „Love, Hate, Love” do utworu „Kashmir” Led Zeppelin, argumentując: „Imponujące, złowieszcze jęki”.
Dan Epstein przyznał na łamach „Rolling Stone’a’ w 2017: „Jeden z wyróżniających się utworów na debiutanckim Facelift, «Love, Hate, Love» pokazał, że zespół zaczął odchodzić od swoich metalowych korzeni z lat 80. i skłaniać się ku mroczniejszym, bardziej hardrockowych, nastrojowych i klaustrofobicznych terenów, z szarpiącym wokalem Staleya”.

## Utwór na koncertach
Premiera „Love, Hate, Love” miała miejsce 22 sierpnia 1989 w trakcie występu w klubie Vogue w Seattle. Utwór regularnie prezentowany był przez zespół na koncertach w latach 90. Cantrell w rozmowie z „Guitar School” przyznał, że przy okazji występu w ramach MTV Unplugged w kwietniu 1996, muzycy planowali wykonać kompozycję w wersji akustycznej, jednak zrezygnowali z tego pomysłu z powodu ograniczeń czasowych. „Love, Hate, Love” był również pierwszą kompozycją, jaką członkowie Alice in Chains wykonali na próbie z Williamem DuVallem przed przyjęciem go do zespołu po śmierci Staleya w kwietniu 2002. Od momentu reaktywacji grupy w 2005, utwór często grany jest podczas występów. W ramach Acoustic Hour w 2007, po raz pierwszy wykonywany był w wersji akustycznej.

## Personel
Opracowano na podstawie materiału źródłowego:
|  | Alice in Chains - Layne Staley – śpiew - Jerry Cantrell – gitara rytmiczna, gitara prowadząca, wokal wspierający - Mike Starr – gitara basowa - Sean Kinney – perkusja | Produkcja - Producent muzyczny: Dave Jerden - Inżynier dźwięku: Ron Champagne - Miksowanie: Dave Jerden w Sound Castle Studio, Los Angeles - Mastering: Eddy Schreyer w Future Disc Systems, Hollywood |